# Venice TV Award
Der Venice TV Award ist ein internationaler Fernsehpreis, der jährlich im September in Venedig vergeben wird. Zwei Wochen nach den Internationalen Filmfestspielen von Venedig treffen sich Juroren aus der ganzen Welt, um die Gewinner in 16 Kategorien auszuzeichnen. Voraussetzung für eine Nominierung ist, dass die Produktion erstmals in einem Fernsehsender ausgestrahlt wurde. Davon ausgenommen ist die Kategorie New Talent.

## Unterstützende Organisationen
- ACT (Association of Commercial TV) - Der Verband des kommerziellen Fernsehens in Europa vertritt die Interessen der führenden kommerziellen Sender in 37 europäischen Ländern und setzt sich ein für die Förderung von Original-TV-Inhalten, und die Wahrung des Urheberrechts.
- IMZ (International Music + Media Center) - Das IMZ International Music + Media Center mit Sitz in Wien ist eine Non-Profit-Organisation, die 1961 unter der Schirmherrschaft der UNESCO gegründet wurde, um die darstellenden Künste als Kulturgut zu erhalten, und in und durch audiovisuelle Medien zu fördern.
- egta (European Group of Television Advertising)  - Der europäische Fachverband für Vermarkter von Werbelösungen über Bildschirme und / oder Audio-Plattformen ist ein gemeinnütziger Verein mit Sitz in Brüssel. Ziel des Verbandes ist es das Thema Fernsehwerbung auf politischer und gesellschaftlicher Ebene zu betreiben.

Ausgezeichnet werden die folgenden Kategorien:
| Kategorie                             | Originalbezeichnung            |
| ------------------------------------- | ------------------------------ |
| Beste technische Qualität             | Best Of Technical High Quality |
| Dokumentarfilm                        | Documentary                    |
| Leichte Unterhaltung                  | Light Entertainment            |
| Programmförderung                     | Program Promotion              |
| Markenunterhaltung                    | Branded Entertainment          |
| Sport                                 | Sport                          |
| Jugend                                | Children / Youth               |
| Comedy                                | Comedy                         |
| Darstellende Kunst                    | Performing Arts                |
| Reality-TV                            | Reality-TV                     |
| Plattformübergreifende Programmierung | Cross Platform Programming     |
| Beste Serie                           | Best TV Series                 |
| Bester Fernsehfilm                    | Best TV Film                   |
| Neue Talente (Regisseure)             | New Talent (Directors)         |

2018 waren Großbritannien und Deutschland mit jeweils zwei Gold-Trophäen am erfolgreichsten. Deutsche Gewinner waren 4 Blocks in TV-Serien (TNT Serie) und Summer of 44 - Die Freibadclique in Best TV Film (ARD) von Zieglerfilm.
2019 gewann Chernobyl in der Kategorie TV-Serien und trug dazu bei, dass das die Produktionen aus Großbritannien mit vier Gold Medals am erfolgreichsten waren (zweimal Sky, zweimal BBC). Insgesamt wurden in 15 Kategorien Sendeformate aus 28 Ländern ausgezeichnet. Für deutsche Produktionen gab es fünf Nominierungen.
In TV-Serien Der Pass, produziert von W&B Television für Sky. In der Kategorie Bester TV-Film Rufmord, ZDF - Hager Moss Film, in der Kategorie Comedy Andere Eltern, von TNT Comedy – eitelsonnenschein, in der Sparte Dokumentation Brecht, arte/ARD - Bavaria Fiction, Satel Film, MIA Film und in Performing Arts Vladimir Horowitz in Moskau, ZDF/arte, sounding images, ZDF/ arte, C Major Entertainment.
2020 wurde als beste TV-Serie „New Pope" mit Jude Law und John Malkovich in den Hauptrollen ausgezeichnet. Erfolgreichstes Land war Großbritannien mit 4 Gold Medals (2 Sky, BBC, ITV). Insgesamt wurden Werke in 16 Kategorien prämiert.
Für deutsche Produktionen gab es einmal Gold und 7 Nominierungen. Gold in der Kategorie Best Use of Technology für die 4K Ultra HD Unitel Produktion der Oper „Rigoletto". Nominiert wurden in der Kategorie bester TV Film:Der Sommer nach dem Abitur, (Ziegler Film/Arte) und „Die Ungewollten“ (UFA Fiction/Das Erste). In TV-Serie Charité‘' (Ufa/Das Erste), in Comedy "Think Big!, von itv studios/Sat 1, sowie in Light Entertainment „Baking Bread’’ und in Performing Arts „Night Grooves mit Kiefer Sutherland", beides produziert von der Deutschen Welle.
2022 gab es für deutsche Produktionen 4 Nominierungen und keinen Hauptpreis. Nominiert wurden die UFA Produktion Faking Hitler,“, FC Bayern – Behind the Legend (von W&B Television für Amazon) in der Kategorie Sport, in Performing Arts die Unitel Aufnahme der Oper „Tosca“ und in Talent der Kurzfilm „Henry“.
2023 war es die Arbeit der BBC, die die Aufmerksamkeit der Jury am stärksten auf sich zog, der Sender erhielt insgesamt drei Goldmedaillen. Apple TV+, Disney+ und NHK gewannen je zwei Goldmedaillen.
Die deutsche Produktion „Martha Liebermann – Ein gestohlenes Leben“ errang eine Nominierung in Best TV Film, produziert von Ziegler Film für die ARD, Regie Stefan Bühling. Gewinner in dieser Kategorie war „Life and Death in the Warehouse“ von der BBC.
Außerdem gab es zwei Nominierungen für deutsche Produktionen in der Kategorie Performing Arts. Die Dokumentation „Im Labyrinth -  Der Musiker Jörg Widmann“ eine Koproduktion von BR/ARTE sowie „Mitten wir im Leben sind - Bach6Cellosuiten“ von Accentus Music in Koproduktion mit NHK und SWR. Gold in dieser Kategorie ging an die ORF Übertragung „Neujahrskonzert der Wiener Philharmoniker 2023“.
In der Talentkategorie gewann „Giving Dead“ eine Arbeit der Filmakademie Baden-Württemberg von Florian Reittner.
Im Jahr 2024 wurden zwei deutsche Produktionen beim Venice TV Award ausgezeichnet. Die ARD-Serie Die Zweiflers erhielt den Spezialpreis der Jury in der Kategorie TV-Serie, während das ZDF für den Film Laufen in der Kategorie TV-Film nominiert wurde. Österreich wurde mit einer Goldmedaille für Händels Oratorium Theodora (produziert von den Vereinigten Bühnen Wien für 3sat) in der Kategorie Performing Arts ausgezeichnet. In derselben Kategorie erhielt die ORF-Dokumentation Soundtrack of Arts 2: Goya – Mondrian – Madonna eine Nominierung. Das Vereinigte Königreich dominierte mit sieben Goldmedaillen, darunter drei für die BBC, die damit der erfolgreichste Broadcaster war. Insgesamt nahmen Produktionen aus 44 Ländern am Wettbewerb teil.

## Juroren 2024
Neben den drei deutschen Juroren Frauke Neeb, Program Director RTL+, Christina Freiherr, Head of Factual Channels, Sky Germany und Dirk Engelhardt, Director Local Productions, Warner Bros. Discovery Germany waren unter anderem noch weitere Persönlichkeiten aus der TV-Branche in der Jury vertreten wie Carlo Arturo Sigon, Präsident der Italian Directors Guild; Alan Holland, Head of Specialist Factual BBC Studios; Minnie Ferrara, Director, Luchino Visconti Film School; Karim Bartoletti, Executive Board Member Italian Association of Production Companies; Arild Erikstad, Vice-President IMZ, Vice-President EBU Music Expert Group, Executive Producer Norwegian Broadcasting Corporation. Insgesamt bestand die Jury aus 32 Juroren.

## Vollständige Liste der Gold Winners 2018 Venice TV Award
| Kategorien               | Titel                                                      | Broadcaster                         | Produktion                        | Land                                |
| ------------------------ | ---------------------------------------------------------- | ----------------------------------- | --------------------------------- | ----------------------------------- |
| Dokumentationen          | Mosul                                                      | FRONTLINE PBS, Channel 4            | Mongoose Pictures                 | Vereinigte Staaten / Großbritannien |
| Darstellende Künste      | Carmen                                                     | France Televisions                  | Wahoo-Production                  | Frankreich                          |
| Light Entertainment      | Cruising with Jane McDonald                                | Channel 5                           | Elephant House Studios            | Vereinigtes Königreich              |
| Jugend                   | ZombieLars                                                 | NRK Super                           | Tordenfilm                        | Norwegen                            |
| Reality-TV               | Employable Me                                              | Australian Broadcasting Corporation | Northern Pictures                 | Australien                          |
| Cross-Platform           | Bigg Boss 11                                               | Colors                              | Viacom18 Media                    | Indien                              |
| Branded Entertainment    | Route Awakening Season3                                    | National Geographic Asia            | Sitting In Pictures               | Singapur                            |
| Sport                    | Regnbågshjältar / Rainbow Heroes                           | SVT / Swedish Television            | Filmriding and Swedish Television | Schweden                            |
| Programmförderung        | PRIMA Krimi Brand Identity                                 | PRIMA TV                            | Department for TV PRIMA           | Tschechische Republik               |
| Technische Hohe Qualität | NOVA TVs taktische Analyse der FIFA-Weltmeisterschaft 2018 | Nova TV                             | Nova TV                           | Kroatien                            |
| Komödie                  | De Luizenmoeder                                            | AVROTROS / NPO3                     | Bing Film & TV BV                 | Niederlande                         |
| Beste Serie              | 4 Blocks                                                   | TNT Serie                           | Wiedemann & Berg                  | Deutschland                         |
| Bester TV-Film           | Summer of ’44 – The Lost Generation / Die Freibadclique    | ARD                                 | Zieglerfilm Baden-Baden           | Deutschland                         |
| Neue Talente             | Wave                                                       | -                                   | Assembly                          | Irland                              |

## Vollständige Liste der Gold Winners 2019 Venice TV Award
| Kategorien               | Titel                                 | Broadcaster         | Produktion                                     | Land                   |
| ------------------------ | ------------------------------------- | ------------------- | ---------------------------------------------- | ---------------------- |
| Beste Serie              | Chernobyl                             | Sky Atlantic, HBO   | Sister Pictures, The Mighty Mint, Word Games   | Vereinigtes Königreich |
| Bester TV-Film           | Ce Soir La                            | France TV           | Caminando productions and EndemolShine Fiction | Frankreich             |
| Dokumentationen          | Hostage(s)                            | Canal +             | 10.7                                           | Frankreich             |
| Komödie                  | Don’t Forget The Driver               | BBC Two             | Hootenanny a Sister Pictures company           | Vereinigtes Königreich |
| Technische Hohe Qualität | Eurovision Song Contest 2019          | KAN                 | KAN                                            | Israel                 |
| Darstellende Künste      | The Art of Drumming                   | Sky Arts            | Wall to Wall Media                             | Vereinigtes Königreich |
| Light Entertainment      | Special Delivery                      | Mediacorp Channel 5 | The Moving Visuals Co.                         | Singapur               |
| Jugend                   | My Life I Will Survive                | CBBC                | Blakeway North                                 | Vereinigtes Königreich |
| Reality-TV               | Filthy Rich & Homeless, Series 2      | SBS Television      | Blackfella Films                               | Australien             |
| Cross-Platform           | BBD Urgent                            | Gloob               | Gloob / Conspiração Filmes                     | Brasilien              |
| Branded Entertainment    | Washed By The Sea                     | Canal OFF           | Canal OFF / Roostercorp                        | Brasilien              |
| News                     | Brides & Brothels: The Rohingya Trade | Al Jazeera English  | 101 East                                       | Malaysia               |
| Sport                    | Far From Home                         | Olympic Channel     | Boardwalk Pictures                             | Global                 |
| Programmförderung        | Nickelodeon Mom & Brat Ident          | Nickelodeon India   | Viacom18 Media                                 | Indien                 |
| Neue Talente             | The Walking Fish                      | -                   | HALAL                                          | Niederlande            |

## Vollständige Liste der Gold Winners 2020 Venice TV Award
| Kategorien               | Titel                                                                                       | Broadcaster                | Produktion                                                                               | Land                   |
| ------------------------ | ------------------------------------------------------------------------------------------- | -------------------------- | ---------------------------------------------------------------------------------------- | ---------------------- |
| Beste Serie              | The New Pope                                                                                | Sky Italia/Sky Atlantic    | Sky, HBO, Canal+, The Apartment – Wildside with Haut et Court TV and The Mediapro Studio | Italien                |
| Bester TV-Film           | Broken Man                                                                                  | FRANCE TELEVISIONS         | STORIA TV                                                                                | Frankreich             |
| Dokumentationen          | Undercover: Inside China’s Digital Gulag                                                    | ITV                        | Hardcash Productions                                                                     | Vereinigtes Königreich |
| Komödie                  | Breeders                                                                                    | Sky One                    | Avalon Television                                                                        | Vereinigtes Königreich |
| Technische Hohe Qualität | Giuseppe Verdi: Rigoletto                                                                   | ORF                        | Unitel, Germany                                                                          | Österreich             |
| Darstellende Künste      | Concerto Budapest & Kremerata Baltica Concert film for Mezzo TV                             | MEZZO TV                   | Concerto Budapest, clockWISE Productions                                                 | Frankreich             |
| Light Entertainment      | MasterChef Australia                                                                        | Network Ten Australia      | Endemol Shine Australia                                                                  | Australien             |
| Jugend                   | The Snail and the Whale                                                                     | BBC One                    | Magic Light Pictures                                                                     | Vereinigtes Königreich |
| Reality-TV               | Survival Days                                                                               | Canal OFF                  | Canal OFF / Deep Blue Films                                                              | Brasilien              |
| Cross-Platform           | 101 East – The $5 Forests                                                                   | Al Jazeera English         | Al Jazeera English                                                                       | Katar                  |
| Branded Entertainment    | Summer Chillin‘                                                                             | Canal OFF                  | Canal OFF / Faissol Filmes                                                               | Brasilien              |
| News                     | Hong Kong Connection: Covid 19 mini series (Cities in Lockdown and The story of face masks) | Radio Television Hong Kong | Radio Television Hong Kong                                                               | Hongkong               |
| Sport                    | One Night: Joshua Vs. Ruiz                                                                  | DAZN                       | DAZN, Balboa Productions                                                                 | USA                    |
| Programmförderung        | Nickelodeon Valentine’s Ident                                                               | Nickelodeon India          | Viacom18 Media Pvt. Ltd.                                                                 | Indien                 |
| Neue Talente             | Fort Irwin                                                                                  | Fantastic Fest             | American Film Institute                                                                  | USA                    |

## Vollständige Liste der Gold Winners 2021 Venice TV Award
| Kategorien               | Titel                                              | Broadcaster               | Produktion | Land                   |
| ------------------------ | -------------------------------------------------- | ------------------------- | --- | ---------------------- |
| Beste Serie              | It’s a Sin                                         | Channel 4                 | HBO Max presents a Red Production Company production in association with All3Media International for Channel 4 Television | Vereinigtes Königreich |
| Bester TV-Film           | Anthony                                            | BBC1                      | LA Productions | Vereinigtes Königreich |
| Dokumentationen          | The School That Tried To End Racism                | Channel 4                 | Proper Content | Vereinigtes Königreich |
| Komödie                  | Two Weeks to Live                                  | Sky One and Now TV        | Kudos | Vereinigtes Königreich |
| Technische Hohe Qualität | Star Wars – About Cinema                           | Al Jazeera Arabic Channel | Al Jazeera Media Network                                                                                                  | Katar                  |
| Darstellende Künste      | Cosiì fan tutte (Salzburg Festival)                | ORF                       | ORF, ZDF/Arte and UNITEL                                                                                                  | Österreich             |
| Light Entertainment      | Rob & Romesh Vs.                                   | Sky One                   | CPL Productions | Vereinigtes Königreich |
| Jugend                   | Goldie’s Oldies                                    | Nickelodeon               | ViacomCBS International Studios (VIS) UK                                                                                  | USA                    |
| Telenovela               | A Mother´s Love                                    | Globo                     | Globo | Brasilien              |
| Reality-TV               | Love on the Spectrum                               | ABC TV                    | Northern Pictures | Australien             |
| Cross-Platform           | OFF Makers                                         | Canal OFF                 | Canal OFF | Brasilien              |
| Branded Entertainment    | The Reality Show I Live In (O Reality Que Eu Vivo) | Multishow                 | Multishow / Delírio Produções                                                                                             | Brasilien              |
| News                     | The Diagnosis: COVID-19                            | TVI                       | TVI | Portugal               |
| Sport                    | Highest Air                                        | Olympic Channel           | IMG, Olympic Channel | Spanien                |
| Programmförderung        | Ting Tong Show Title Sequence                      | Nick India                | Viacom18 Media | Indien                 |
| Neue Talente             | Memories of a Sounded Past                         | Not aired yet             | UNO | USA                    |

## Vollständige Liste der Gold Winners 2022 Venice TV Award
| Kategorien               | Titel                                 | Broadcaster        | Produktion                                                           | Land                   |
| ------------------------ | ------------------------------------- | ------------------ | -------------------------------------------------------------------- | ---------------------- |
| Beste Serie              | Landscapers                           | Sky Atlantic       | SISTER in association with South of the River Pictures               | Vereinigtes Königreich |
| Bester TV-Film           | Help                                  | Channel 4          | The Forge Entertainment, One Shoe Films                              | Vereinigtes Königreich |
| Dokumentationen          | Arsène Wenger                         | Invicible – Canal+ | Federation Entertainment, Noah Media Group, Yvette Production        | Frankreich             |
| Komödie                  | Minx                                  | HBO Max            | Lionsgate Television, Feigco Entertainment                           | USA                    |
| Technische Hohe Qualität | Inaccessible Cities                   | Al Jazeera, Qatar  | AJ Contrast, Al Jazeera Digital                                      | Katar                  |
| Darstellende Künste      | Romeo & Julie                         | Sky Arts           | National Theatre in association with Sabel Productions/Cuba Pictures | Vereinigtes Königreich |
| Light Entertainment      | Life & Rhymes                         | Sky Arts           | CPL Production                                                       | Vereinigtes Königreich |
| Jugend                   | COP26: In Your Hands                  | Sky Kids           | Fresh Start Media Productions                                        | Vereinigtes Königreich |
| Telenovela               | Festa é Festa (Life’s a Party)        | TVI                | Plural Entertainment                                                 | Portugal               |
| Reality-TV               | Love on the Spectrum U.S.             | Netflix            | Northern Pictures                                                    | USA                    |
| Cross-Platform           | Clara Henry                           | The revenge        | Sveriges Television                                                  | Sweden                 |
| Branded Entertainment    | LEGO Masters USA                      | FOX                | Endemol Shine North America and Tuesday’s Child                      | USA                    |
| News                     | ITV NEWS: The Storming of the Capitol | ITV                | ITN/ITV News                                                         | Vereinigtes Königreich |
| Sport                    | Kiyou’s Kata                          | Kansai Television  | Kansai Television                                                    | Japan                  |
| Programmförderung        | ONAIR GLOOB                           | GLOOB              | Globo                                                                | Brasilien              |
| Neue Talente             | In Harmony                            | Markus Øvre        | University for the Creative Arts                                     | Vereinigtes Königreich |

## Vollständige Liste der Gold Winners 2023 Venice TV Award
| Kategorien             | Titel                                                 | Broadcaster                              | Produktion                                                       | Land       |
| ---------------------- | ----------------------------------------------------- | ---------------------------------------- | ---------------------------------------------------------------- | ---------- |
| Best Series            | Oussekine                                             | Disney+                                  | Itinéraire Productions (UGC Group) für Disney+                   | Frankreich |
| Best TV-Film           | Life and Death in the Warehouse                       | BBC Three, BBC One Wales                 | BBC Studios                                                      | UK         |
| Documentary            | Mariupol: The People’s Story                          | BBC                                      | Top Hat Productions und Hayloft Productions                      | UK         |
| Comedy                 | Shrinking                                             | Apple TV+                                | Apple Original, Warner Bros. International Television Production | USA        |
| Best Technical Quality | Nature’s Hidden Miracles                              | NHK                                      | NHK                                                              | Japan      |
| Performing Arts        | Neujahrskonzert der Wiener Philharmoniker 2023        | ORF                                      | ORF                                                              | Österreich |
| Light Entertainment    | Song of my life                                       | YLE                                      | Yellow Film & TV                                                 | Finnland   |
| Children/Youth         | Jane                                                  | Apple TV+                                | Sinking Ship                                                     | USA        |
| Reality-TV             | The Traitors                                          | BBC One                                  | Studio Lambert                                                   | UK         |
| Cross-Platform         | GLOW x HBO Industry S2                                | HBO, BBC                                 | Bad Wolf                                                         | UK         |
| Branded Entertainment  | Happy Hour with Mariana Ximenes                       | TV Globo                                 | A+ D+                                                            | Brasilien  |
| News                   | The CBS Evening News with Norah O’Donnell: Roe v Wade | CBS                                      | CBS                                                              | USA        |
| Sport                  | The Moment: How Sports Changed The World              | NHK                                      | Red Bull Studios and 1895 Films                                  | USA        |
| Program Promotion      | Nickelodeon Sand Art Ident                            | Nickelodeon                              | Viacom18                                                         | Indien     |
| Telenovela             | Para Sempre                                           | Televisão Independente                   | Plural Entertainment                                             | Portugal   |
| New Talent             | The Ocean around Milan                                | Civica Scuola di Cinema Luchino Visconti | Bianca Burini                                                    | Italien    |
| Animation              | Star Wars: Visions – I Am Your Mother                 | Disney+                                  | Lucasfilm, Aardman Animations                                    | UK         |
| Cinematography         | Filip                                                 | Telewizja Polska                         | Telewizja Polska                                                 | Polen      |
| Direction              | Inside Crime Scene                                    | August Pictures                          | Mediacorp                                                        | Singapur   |

## Vollständige Liste der Gold Winners 2024 Venice TV Award
| Kategorien             | Titel                                      | Broadcaster                              | Produktion                               | Land                   |
| ---------------------- | ------------------------------------------ | ---------------------------------------- | ---------------------------------------- | ---------------------- |
| Best Series            | Mr Bates vs The Post Office                | ITV                                      | IITV Studios and Little Gem              | Vereinigtes Königreich |
| Special Jury Prize     | Die Zweiflers                              | ARD                                      | Turbokultur                              | Germany                |
| Best TV-Film           | On the Run                                 | TF1                                      | Radar Films                              | Frankreich             |
| Documentary            | Hatton                                     | Sky Limited                              | Noah Media Group                         | Vereinigtes Königreich |
| Comedy                 | Extraordinary                              | Disney+                                  | Sid Gentle Films                         | Vereinigtes Königreich |
| Best Technical Quality | The Great Kanto Earthquake                 | NHK                                      | NHK                                      | Japan                  |
| Performing Arts        | Theodora                                   | 3sat                                     | Naxos                                    | Österreich             |
| Light Entertainment    | Eurovision Song Contest 2023               | BBC One                                  | British Broadcasting Corporation         | Vereinigtes Königreich |
| Children/Youth         | Lovely Little Farm (Season 2)              | Apple TV+                                | Darrall Macqueen                         | Vereinigtes Königreich |
| Reality-TV             | Tempting Fortune                           | Channel 4                                | Voltage TV                               | Vereinigtes Königreich |
| Cross-Platform         | How Sexism Shaped our Teenage Years        | RTVE                                     | RTVE                                     | Spanien                |
| Branded Entertainment  | Big Brother Modo Stone                     | TV Globo                                 | TV Globo                                 | Brasilien              |
| News                   | The CBS Evening News with Norah O’Donnell  | CBS                                      | CBS News                                 | USA                    |
| Sport                  | Ayrton Senna, O Dia que Ainda Não Terminou | Record (Fernsehnetzwerk)                 | Câmera Record                            | Brasilien              |
| Program Promotion      | Olympics – All the shine                   | TV Globo                                 | Hodc, Promo TV Globo                     | Brasilien              |
| Telenovela             | Lady of tides                              | Sociedade Independente de Comunicação    | SP Television                            | Portugal               |
| New Talent             | Vision d’été                               | Civica Scuola di Cinema Luchino Visconti | Civica Scuola di Cinema Luchino Visconti | Italien                |
| Animation              | A Bear Named Wojtek                        | BBC Alba                                 | llluminated Film Company                 | Vereinigtes Königreich |
| Cinematography         | Ukraine: Enemy in the Woods                | BBC Two                                  | Hoyo Films                               | Vereinigtes Königreich |
| Direction              | Loki                                       | Disney+                                  | Marvel Studios                           | United States          |